# Raquel Gadea Cortés
Raquel Gadea Cortés, (Ibi, España, 1 de septiembre de 2004) es una jugadora española de fútbol sala. Juega de portera y su equipo actual es el CD Leganés FS de la Primera División de fútbol sala femenino de España.

## Trayectoria
Comenzó a jugar en el equipo de su ciudad el Futsal Ibi, haciéndolo en la autonómica valenciana. En la temporada 2019-20 ficha por el Joventut d’Elx. de la segunda división y en su segundo año logra el ascenso con su equipo a la primera división. En la 2022-23 hace las maletas y ficha por el CD Leganés FS.

## Selección española
A la edad de 15 años debutó con la selección española sub-19 en noviembre de 2019 y concretamente en la su ciudad natal en un partido ante Portugal. En febrero de 2020 volvió a ser convocada, esta vez en las islas Azores, también contra la selección de Portugal.

## Estadísticas

### Clubes
Actualizado al último partido jugado el 6 de junio de 2023.
| Club | Div.          | Temporada     | Liga  | Liga  | Liga       | Liga      | Copas nacionales(1) | Copas nacionales(1) | Copas nacionales(1) | Copas nacionales(1) | Torneos internacionales(2) | Torneos internacionales(2) | Torneos internacionales(2) | Torneos internacionales(2) | Total(3) | Total(3) | Total(3)   | Total(3)  |
| Club | Div.          | Temporada     | Part. | Goles | Amonestado | Expulsado | Part.               | Goles               | Amonestado          | Expulsado           | Part.                      | Goles                      | Amonestado                 | Expulsado                  | Part.    | Goles    | Amonestado | Expulsado |
| --- | ------------- | ------------- | ----- | ----- | ---------- | --------- | ------------------- | ------------------- | ------------------- | ------------------- | -------------------------- | -------------------------- | -------------------------- | -------------------------- | -------- | -------- | ---------- | --------- |
| Futsal Ibi · España |               |               |       |       |            |           |                     |                     |                     |                     |                            |                            |                            |                            |          |          |            |           |
| aut |               |               |       |       |            |           |                     |                     |                     |                     |                            |                            |                            |                            |          |          |            |           |
| |               | -             | -     | -     | -          | -         | -                   | -                   | -                   | -                   | -                          | -                          |                            | -                          | -        | -        |            |           |
| Total club | Total club    | -             | -     | -     | -          | -         | -                   | -                   | -                   | -                   | -                          | -                          | -                          | -                          | -        | -        | -          |           |
| Joventut d'Elx · España |               |               |       |       |            |           |                     |                     |                     |                     |                            |                            |                            |                            |          |          |            |           |
| 2.ª |               |               |       |       |            |           |                     |                     |                     |                     |                            |                            |                            |                            |          |          |            |           |
| 2019-20 |               | -             | -     | -     | -          | -         | -                   | -                   | -                   | -                   | -                          | -                          |                            | -                          | -        | -        |            |           |
| 2020-21 |               | -             | -     | -     | -          | -         | -                   | -                   | -                   | -                   | -                          | -                          |                            | -                          | -        | -        |            |           |
| 1.ª |               |               |       |       |            |           |                     |                     |                     |                     |                            |                            |                            |                            |          |          |            |           |
| 2021-22 | 18            | 0             | 0     | 0     | 1          | 0         | 0                   | 0                   | -                   | -                   | -                          | -                          | 19                         | 0                          | 0        | 0        |            |           |
| Total club | Total club    | 18            | 0     | 0     | 0          | 1         | 0                   | 0                   | 0                   | -                   | -                          | -                          | -                          | 19                         | 0        | 0        | 0          |           |
| CD Leganés FS · España |               |               |       |       |            |           |                     |                     |                     |                     |                            |                            |                            |                            |          |          |            |           |
| 1.ª |               |               |       |       |            |           |                     |                     |                     |                     |                            |                            |                            |                            |          |          |            |           |
| 2022-23 | 14            | 0             | 2     | 0     | 1          | 0         | 0                   | 0                   | -                   | -                   | -                          | -                          | 15                         | 0                          | 2        | 0        |            |           |
| Total club | Total club    | 14            | 0     | 2     | 0          | 1         | 0                   | 0                   | 0                   | -                   | -                          | -                          | -                          | 15                         | 0        | 2        | 0          |           |
| Total carrera | Total carrera | Total carrera | 32    | 0     | 2          | 0         | 2                   | 0                   | 0                   | 0                   | -                          | -                          | -                          | -                          | 34       | 0        | 2          | 0         |
| (1) Incluye datos de Copa de España / Supercopa de España. (2) Incluye datos de Campeonato de Europa de Clubes. (3) No incluye datos de partidos amistosos. |               |               |       |       |            |           |                     |                     |                     |                     |                            |                            |                            |                            |          |          |            |           |

## Palmarés y distinciones
- Supercopa de España: 1 título

2024/25.